# ワンダフル・クレイジー・ナイト
ワンダフル・クレイジー・ナイト(原題：Wonderful Crazy Night)は、2016年に発表されたエルトン・ジョンのアルバム。

## 解説
48年間にわたるソングライティングのパートナー、バーニー・トーピンとの共作で、前作ザ・ダイヴィング・ボード(2013年)、前々作のレオン・ラッセルとのコラボ・アルバムザ・ユニオン（2010年）に続き、エルトン・ジョンとT・ボーン・バーネットによる共同プロデュースにより制作された。
エルトンの古くからの信頼できる仲間もこのアルバムの制作のため集結した。1960年代後期から一緒に活動しているドラマーのナイジェル・オルソンと、1972年にバンドに加入したギタリストのデイヴィー・ジョンストーンが、2006年のアルバムキャプテン・アンド・ザ・キッド以来の参加をしている。そして長い間の仲間であるパーカッショニストのレイ・クーパーも5曲に参加した。

## 収録曲
1. ワンダフル・クレイジー・ナイト - Wonderful Crazy Night
2. イン・ザ・ネイム・オブ・ユー - In the Name of You
3. クロー・ハマー - Claw Hammer
4. ブルー・ワンダフル - Blue Wonderful
5. アイヴ・ゴット・2・ウィングス - I've Got 2 Wings
6. ア・グッド・ハート - A Good Heart
7. ルッキング・アップ - Looking Up
8. ギルティ・プレジャー - Guilty Pleasure
9. タンバリン - Tambourine
10. ジ・オープン・コード - The Open Chord
11. フリー・アンド・イージー - Free and Easy
12. イングランド・アンド・アメリカ - England and America
13. ルッキング・アップ（ライヴ） - Looking Up (Live)
14. ワンダフル・クレイジー・ナイト（ライヴ） - Wonderful Crazy Night (Live)

- 作詞：バーニー・トーピン
- 作曲：エルトン・ジョン

## アルバム参加ミュージシャン
- エルトン・ジョン - vocals, piano

- ナイジェル・オルソン - drums
- John Mahon - Percussion
- Matt Bissonet - Bass
- デイヴィー・ジョンストン - Guitar
- Kim Bullard - Keyboads

## 製作
- T・ボーン・バーネット - Producer